# 철망형 장갑

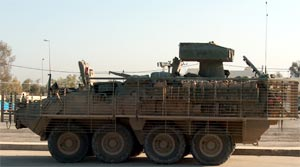
철망형 장갑(Slat Armor)를 장착한 미군의 스트라이커 장갑차

철망형 장갑(slat armor)은 기갑차량을 RPG-7로부터 전차, 장갑차 등을 보호하기 위해 기갑차량을 둘러싸는 철망으로 된 울타리같은 모양의 장갑이다. 주로 분쟁지역에 파견되는 장갑차량에 많이 설치된다. 평시나 비분쟁지역에서는 떼놓고 사용하다가 필요한 경우에 장착하여 사용한다.

## 원리
RPG-7은 탄두가 전기충격식 신관으로 작동하여 폭발한다. 탄두가 기갑차량의 외곽 장갑에 충돌할 때 전기장치가 작동하여 폭발하게 된다. 철망형 장갑은 RPG-7의 탄두가 장갑에 충돌하기 전에 철망에 닿으면 전기신호가 가폭장치까기 못가게해서 불발탄이 되도록 유도하는 것이다. 이미 이 원리는 베트남 전쟁 당시에 호치민군이 발사한 RPG-7이 진지 주변을 둘러싼 철망에 걸려 불발탄이 되는 것을 발견하여 알려진 것이다.

## 배경
전차나 장갑차들이 방어력이 막강한 것 같아도 한계는 있다. 현재 운용되는 장갑차들의 대부분은 구 소련제 14.5mm 탄을 견딜 수 있을 정도의 방어력을 가진 경우가 많고, 전차라고 해도 측면이나 후면은 전면에 비해 장갑이 얇다. 이런 상대적으로 얇은 장갑을 보완하기 위해 증가장갑을 별도로 부착하는 경우도 많지만, 늘어나는 무게로 인해 기동력이 떨어질 우려가 있어서 무한대로 달 수 있는 것도 아니다(예산 문제도 있다).
대부분 분쟁지역이 구 소련제 무기를 많이 사용하는 지역이어서 지역 게릴라나 분쟁 당사자들이 RPG-7을 측면이나 후면에서 공격할 가능성은 늘 상존하므로, RPG-7의 작동 방식을 이용한 철망형 장갑을 개발하게 된 것이다(RPG-7은 가격도 저렴하여 가난한 국가 게릴라들의 필수 장비로, 유일한 포병 화력이라고 해도 좋을 정도이다).

## 장점과 단점
장점으로는 다음과 같은 점이 있다.
- 제작에 값이 싸다.
- 기존 기갑차량에 별다른 개조를 할 필요가 없다. (증가장갑의 경우에는 증가장갑을 장착할 수 있도록 차체를 만들어야 한다)
- 기존 기갑차량의 기동성에 별다른 영향을 주지 않는다.
- 부착 및 탈착이 간단하다.

단점으로 지적될 수 있는 다음과 같다.
- 승무원의 시야를 방해할 수 있다.
- 장갑차의 경우, 출입문을 통해 탑승 및 하차시에 걸리적 거릴 수 있다.

그러나, 단점이 철망형 장갑이 필요없다고 할 정도로 하기에는 사소한 문제들이어서 특히 좁은 시가지에 투입되는 장갑차량들이 많이 달고 있다.

## 사용 현황
철망형 장갑은 광범위하게 사용되고 있다. 주로 분쟁지역에 파병된 부대에서 사용 중인데, 대한민국 자이툰 부대에서 사용중인 바라쿠다 장갑차에도 파병때부터 기본 장착되었으며, 이라크에 주둔 중인 미국의 스트라이커 장갑차와 M1A2 전차, 영국군의 워리어 보병전투차 등에도 장착되어 있다. 러시아도 자국군용으로 비슷한 철망형 장갑을 개발했다.

## 같이 보기
- 폭발반응장갑
- 장갑 (차량)